# Bruno Grandi

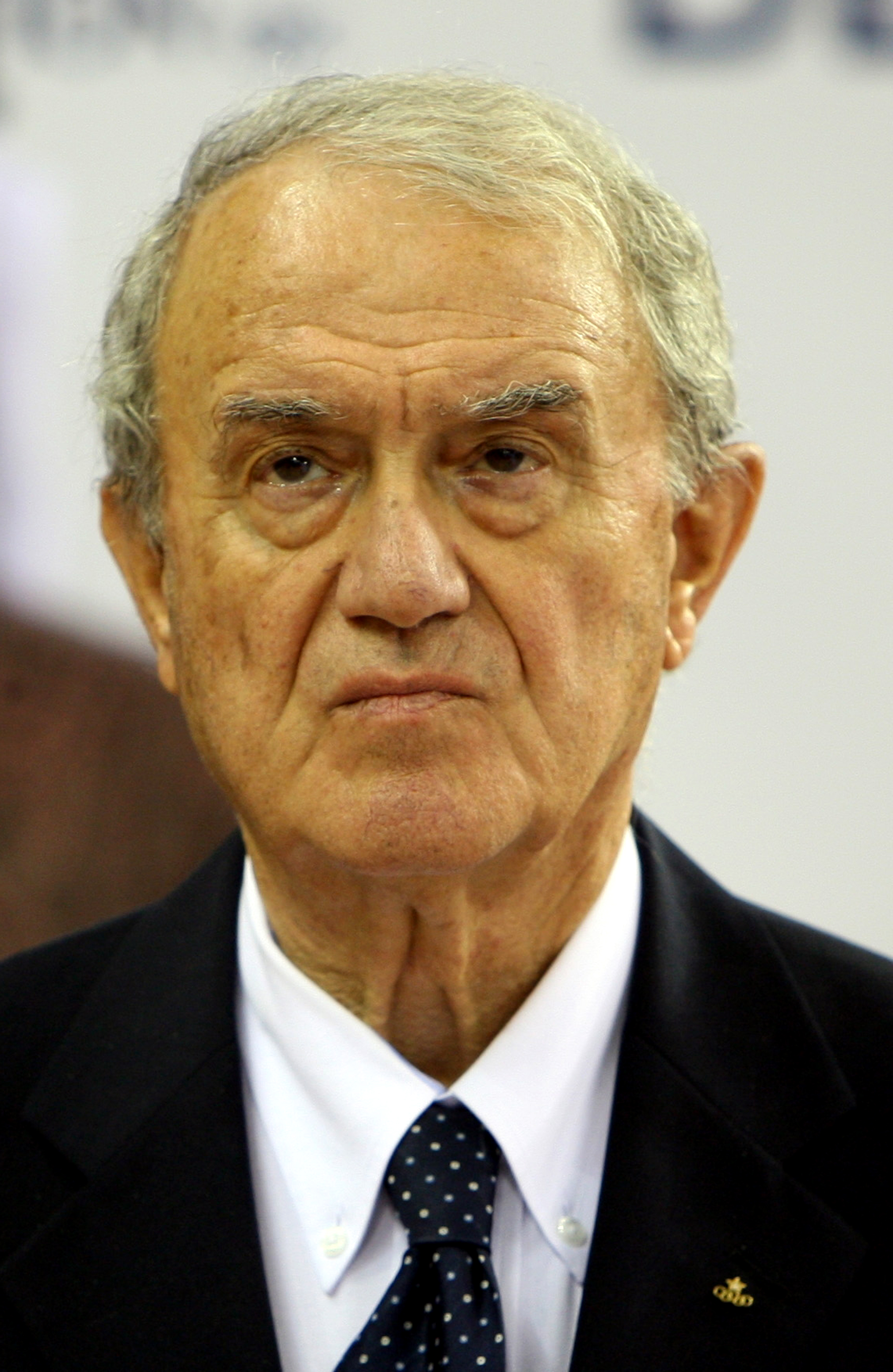
Bruno Grandi (2011)

Bruno Grandi (* 9. Mai 1934 in Forlì; † 13. September 2019) war ein italienischer Sportfunktionär. Er war zwanzig Jahre lang Präsident der Fédération Internationale de Gymnastique (FIG) und in der Eigenschaft von 1996 bis 2000 Mitglied des Internationalen Olympischen Komitees.

## Leben
Grandi war in seiner Jugend ein guter Turner. Nach dem Abitur studierte er am ISEF in Rom Sport und wurde anschließend Lehrkraft für Turnen, dann wurde er Trainer der italienischen Jugendnationalmannschaft, dann der Nationalmannschaft. Von 1977 bis 2000 war er Präsident des italienischen Turnverbandes. Als Nachfolger Mario Pescantes war er zudem 1998–1999 als amtierender Vizepräsident Präsident des CONIs. Von 1996 bis 2016 war er Präsident der FIG. Er setzte sich für eine Verkleinerung der Mannschaftsgröße bei internationalen Wettkämpfen ein, wodurch die Olympia- und Weltmeisterschaftsmedaillen auf mehr Staaten verteilt werden konnten. 2001 wurde Grandi in die International Gymnastics Hall of Fame aufgenommen. Er war Honorarprofessor der Universität Mailand.